# Cumberland, Ohio
Cumberland är en ort (village) i Guernsey County i Ohio. Vid 2010 års folkräkning hade Cumberland 367 invånare.